# Michael Brouwer
Michael Brouwer (Apeldoorn, 21 gennaio 1993) è un calciatore olandese, portiere dell'Utrecht.

## Carriera
Ha giocato nella prima divisione olandese.

## Palmarès

### Club

#### Competizioni nazionali
- Eerste Divisie: 2

Emmen: 2021-2022
Heracles Almelo: 2022-2023